# Abderrahmane Hammad
Abderrahmane Hammad (Dellys, 27 mei 1977) is een Algerijnse hoogspringer. Hij werd negenmaal Algerijns kampioen en nam tweemaal deel aan de Olympische Spelen en won in 2000 een bronzen medaille.

## Biografie

### Jeugd
Zijn eerste succes boekte Hammad in 1995 met het winnen van het onderdeel hoogspringen bij de Afrikaanse jeugdkampioenschappen. In 1996 won hij dit nummer op de Pan-Arabische juniorenkampioenschappen in het Syrische Latakia. Hij kwalificeerde zich hiermee voor de in dat jaar te houden wereldkampioenschappen voor junioren in Sydney, waar hij laatste werd zonder geldige sprong.

### Senioren
In 1997 werd Hammad op twintigjarige leeftijd voor het eerst nationaal kampioen. Hierna verlengde hij nog achtmaal zijn nationale titel. Een jaar later werd Hammad een eerste maal Afrikaans kampioen bij het hoogspringen. Met een beste poging van 2,21 m versloeg hij Khemraj Naiko (zilver; 2,18) en de Zuid-Afrikaan Gavin Lendis (brons; 2,15). In 2000 en 2002 prolongeerde hij deze titel met sprongen van respectievelijk 2,34 (PR) en 2,17.
In 2000 nam Hammad een eerste keer deel aan de Olympische Spelen van Sydney. Met een sprong van 2,32 behaalde hij een bronzen medaille, achter de Rus Sergej Kljoegin (goud met 2,35) en de Cubaan Javier Sotomayor (zilver met een sprong van eveneens 2,32). Op de Olympische Spelen van 2004 in Athene was hij opnieuw present, maar ditmaal eindigde zijn olympische deelname al in de kwalificaties met een sprong van 2,25.

## Titels
- Afrikaans kampioen hoogspringen - 1998, 2000, 2002
- Middellandse Zeespelen kampioen hoogspringen - 2001
- Pan-Arabische Spelen kampioen hoogspringen - 2004
- Algerijns kampioen hoogspringen - 1997, 1998, 1999, 2000, 2001, 2002, 2003, 2004, 2005
- Afrikaans jeugdkampioen hoogspringen - 1995
- Pan-Arabisch jeugdkampioen hoogspringen - 1996

## Persoonlijk record
| Onderdeel    | Prestatie          | Datum        | Plaats  |
| ------------ | ------------------ | ------------ | ------- |
| hoogspringen | 2,34 m (nat. rec.) | 14 juli 2000 | Algiers |

## Prestaties

### Kampioenschappen
| Jaar | Wedstrijd                   | Plaats       | Resultaat   | Onderdeel    | Prestatie |
| ---- | --------------------------- | ------------ | ----------- | ------------ | --------- |
| 1994 | Pan-Arabische juniorenkamp. | Tunis        | 2e          | hoogspringen | 2,07 m    |
| 1996 | Pan-Arabische juniorenkamp. | Latakia      | 1e          | hoogspringen | 2,11 m    |
| 1998 | Afrikaanse kamp.            | Dakar        | 1e          | hoogspringen | 2,21 m    |
|      | Wereldbeker                 | Johannesburg | 6e          | hoogspringen | 2,10 m    |
| 1999 | Militaire Wereldspelen      | Zagreb       | 2e          | hoogspringen | 2,27 m    |
|      | Afrikaanse Spelen           | Johannesburg | 2e          | hoogspringen | 2,24 m    |
|      | WK                          | Sevilla      | 10e         | hoogspringen | 2,25 m    |
| 2000 | Afrikaanse kamp.            | Algiers      | 1e          | hoogspringen | 2,34 m    |
|      | OS                          | Sydney       | 3e          | hoogspringen | 2,32 m    |
| 2001 | WK                          | Edmonton     | 9e          | hoogspringen | 2,20 m    |
|      | Middellandse Zeespelen      | Radès        | 1e          | hoogspringen | 2,25 m    |
| 2002 | Afrikaanse kamp.            | Radès        | 1e          | hoogspringen | 2,25 m    |
|      | Wereldbeker                 | Madrid       | 4e          | hoogspringen | 2,15 m    |
|      | Wereldatletiekfinale        | Parijs       | 3e          | hoogspringen | 2,28 m    |
|      | Grand Prix Finale           | Doha         | 3e          | hoogspringen | 2,28 m    |
| 2004 | Pan-Arabische Spelen        | Algiers      | 1e          | hoogspringen | 2,24 m    |
|      | OS                          | Athene       | 8e in kwal. | hoogspringen | 2,25 m    |
| 2007 | Afrikaanse Spelen           | Algiers      | 3e          | hoogspringen | 2,24 m    |

### Golden League-podiumplekken
| Jaar | Wedstrijd         | Plaats  | Resultaat | Onderdeel    | Prestatie |
| ---- | ----------------- | ------- | --------- | ------------ | --------- |
| 2000 | Weltklasse Zürich | Zürich  | 2e        | hoogspringen | 2,29 m    |
|      | ISTAF             | Berlijn | 2e        | hoogspringen | 2,29 m    |